# IIHF Continental Cup 2021/22
Der IIHF Continental Cup 2021/22 war die 24. Austragung des von der Internationalen Eishockey-Föderation IIHF ausgetragenen Wettbewerbs. Das Turnier begann am 24. September 2021, das Superfinale fand vom 4. bis 6. März 2022 statt. Insgesamt sollten 20 Mannschaften aus ebenso vielen europäischen Ländern in insgesamt sieben Turnieren teilnehmen. Der serbische Vertreter KHK Roter Stern Belgrad zog vor Turnierbeginn zurück.

## Modus
- Der Sieger des Continental Cups erhält ein Startrecht für die Champions Hockey League (CHL) der folgenden Spielzeit
- Kein Teilnehmer ist automatisch für das Finalturnier qualifiziert, d. h. alle Mannschaften müssen sich über Qualifikationsturniere der verschiedenen Runden für das Super-Finale qualifizieren
- Am Continental Cup dürfen Mannschaften aus den Ländern der Gründungsligen der CHL nicht teilnehmen (Schweden, Finnland, Tschechien, Schweiz, Deutschland, Österreich)

## Turnierübersicht und Teilnehmer
| Runde        | Datum                                   | Gruppe   | Austragungsort     | Teilnehmer                                                                  | Zuschauer | Zuschauer |
| Runde        | Datum                                   | Gruppe   | Austragungsort     | Teilnehmer                                                                  | Gesamt    | Schnitt   |
| ------------ | --------------------------------------- | -------- | ------------------ | --------------------------------------------------------------------------- | --------- | --------- |
| Erste Runde  | 24. September 2021 – 26. September 2021 | Gruppe A | Brașov, Rumänien   | ASC Corona 2010 Brașov KHL Zagreb FC Barcelona Buz Beykoz Istanbul          | 1.075     | 179       |
| Erste Runde  | 24. September 2021 – 26. September 2021 | Gruppe B | Vilnius, Litauen   | Hockey Punks Vilnius Tartu Kalev-Välk Skautafélag Akureyrar                 | 910       | 303       |
| Zweite Runde | 22. Oktober 2021 – 24. Oktober 2021     | Gruppe C | Budapest, Ungarn   | Ferencvárosi TC Budapest HK Olimp/Venta 2002 HK Sokil Kiew Tartu Kalev-Välk | 1.860     | 310       |
| Zweite Runde | 22. Oktober 2021 – 24. Oktober 2021     | Gruppe D | Amiens, Frankreich | Gothiques d’Amiens Asiago Hockey HDD Jesenice ASC Corona 2010 Brașov        | 5.210     | 1.042     |
| Dritte Runde | 19. November 2021 – 21. November 2021   | Gruppe E | Krakau, Polen      | KS Cracovia Krakau HK Saryarka Karaganda HK Poprad Asiago Hockey            | 4.400     | 733       |
| Dritte Runde | 19. November 2021 – 21. November 2021   | Gruppe F | Aalborg, Dänemark  | Aalborg Pirates HK Homel Sheffield Steelers HK Olimp/Venta 2002             | 2.920     | 487       |
| Finale       | 4. März 2022 – 6. März 2022             | Finale   | Aalborg, Dänemark  | Aalborg Pirates KS Cracovia Krakau HK Saryarka Karaganda HK Homel           | 2.091     | 796       |

## Erste Runde

### Gruppe A
Die Spiele der Gruppe A fanden vom 24. bis 26. September 2021 im rumänischen Brașov statt. Gespielt wurde im Brașov Olympic Ice Rink. Der Sieger der Gruppe A qualifiziert sich für die zweite Runde. Dort trifft er in der Gruppe C auf bereits für die zweite Runde gesetzte Mannschaften.
| 24. September 2021 14:30 Uhr (Ortszeit) | KHL Zagreb | 2:10 (0:3, 0:3, 2:4) Spielbericht | ASC Corona 2010 Brașov | Brașov Olympic Ice Rink, Brașov Zuschauer: 300 |

| 24. September 2021 18:30 Uhr | FC Barcelona | 6:2 (2:1, 1:1, 3:0) Spielbericht | Buz Beykoz Istanbul | Brașov Olympic Ice Rink, Brașov Zuschauer: 70 |

| 25. September 2021 14:30 Uhr | FC Barcelona | 3:5 (1:1, 2:0, 0:4) Spielbericht | KHL Zagreb | Brașov Olympic Ice Rink, Brașov Zuschauer: 20 |

| 25. September 2021 18:30 Uhr | ASC Corona 2010 Brașov | 13:0 (4:0, 4:0, 5:0) Spielbericht | Buz Beykoz Istanbul | Brașov Olympic Ice Rink, Brașov Zuschauer: 300 |

| 26. September 2021 14:30 Uhr | ASC Corona 2010 Brașov | 7:1 (2:0, 2:1, 3:0) Spielbericht | FC Barcelona | Brașov Olympic Ice Rink, Brașov Zuschauer: 300 |

| 26. September 2021 18:30 Uhr | Buz Beykoz Istanbul | 5:9 (1:2, 1:4, 3:3) Spielbericht | KHL Zagreb | Brașov Olympic Ice Rink, Brașov Zuschauer: 35 |

| Pl. |                        | Sp | S | OTS | OTN | N | Tore  | Punkte |
| 1.  | ASC Corona 2010 Brașov | 3  | 3 | 0   | 0   | 0 | 30:03 | 9      |
| 2.  | KHL Zagreb             | 3  | 2 | 0   | 0   | 1 | 16:18 | 6      |
| 3.  | FC Barcelona           | 3  | 1 | 0   | 0   | 2 | 10:14 | 3      |
| 4.  | Buz Beykoz Istanbul    | 3  | 0 | 0   | 0   | 3 | 07:28 | 0      |

Abkürzungen: Pl. = Platz, Sp = Spiele, S = Siege, OTS = Siege nach Verlängerung (Overtime) oder Penaltyschießen, OTN = Niederlagen nach Verlängerung oder Penaltyschießen, N = Niederlagen

Erläuterungen: Qualifikation für die zweite Runde

### Gruppe B
Die Spiele der Gruppe B fanden vom 24. bis 26. September 2021 im litauischen Vilnius statt. Gespielt wurde in der dortigen Pramogų Arena. Der Sieger der Gruppe B qualifiziert sich für die zweite Runde. Dort trifft er in der Gruppe D auf bereits für die zweite Runde gesetzte Mannschaften.
| 24. September 2021 20:00 Uhr (Ortszeit) | Hockey Punks Vilnius | 3:8 (1:3, 0:0, 2:5) Spielbericht | Tartu Kalev-Välk | Pramogu Arena, Vilnius Zuschauer: 409 |

| 25. September 2021 17:00 Uhr | Tartu Kalev-Välk | 6:1 (2:0, 1:1, 3:0) Spielbericht | Skautafélag Akureyrar | Pramogu Arena, Vilnius Zuschauer: 153 |

| 26. September 2021 17:00 Uhr | Skautafélag Akureyrar | 6:12 (2:4, 2:5, 2:3) Spielbericht | Hockey Punks Vilnius | Pramogu Arena, Vilnius Zuschauer: 348 |

| Pl. |                       | Sp | S | OTS | OTN | N | Tore  | Punkte |
| 1.  | Tartu Kalev-Välk      | 3  | 2 | 0   | 0   | 0 | 14:04 | 6      |
| 2.  | Hockey Punks Vilnius  | 3  | 1 | 0   | 0   | 1 | 15:14 | 3      |
| 3.  | Skautafélag Akureyrar | 3  | 0 | 0   | 0   | 2 | 07:18 | 0      |

Abkürzungen: Pl. = Platz, Sp = Spiele, S = Siege, OTS = Siege nach Verlängerung (Overtime) oder Penaltyschießen, OTN = Niederlagen nach Verlängerung oder Penaltyschießen, N = Niederlagen

Erläuterungen: Qualifikation für die zweite Runde

## Zweite Runde
Die zweite Runde des Continental Cups wurde vom 22. bis 24. Oktober 2021 in zwei Gruppen ausgespielt. Die Spielorte waren die Tüskecsarnok in der ungarischen Hauptstadt Budapest sowie das Coliséum im französischen Amiens.
Die Erstplatzierten der beiden Gruppen erreichten die dritte Runde und trafen dort auf die für die dritte Runde gesetzten Mannschaften.

### Gruppe C
| 22. Oktober 2021 16:00 Uhr (Ortszeit) | Ferencvárosi TC Budapest | 8:1 (0:1, 5:0, 3:0) Spielbericht | Tartu Kalev-Välk | Tüskecsarnok, Budapest Zuschauer: 356 |

| 22. Oktober 2021 19:30 Uhr | HK Olimp/Venta 2002 | 4:1 (1:0, 3:1, 0:0) Spielbericht | HK Sokil Kiew | Tüskecsarnok, Budapest Zuschauer: 250 |

| 23. Oktober 2021 16:00 Uhr | Ferencvárosi TC Budapest | 1:4 (0:2, 1:0, 0:2) Spielbericht | HK Sokil Kiew | Tüskecsarnok, Budapest Zuschauer: 487 |

| 23. Oktober 2021 19:30 Uhr | HK Olimp/Venta 2002 | 5:3 (0:0, 2:2, 3:1) Spielbericht | Tartu Kalev-Välk | Tüskecsarnok, Budapest Zuschauer: 93 |

| 24. Oktober 2021 15:00 Uhr | HK Olimp/Venta 2002 | 1:3 (0:1, 0:0, 1:2) Spielbericht | Ferencvárosi TC Budapest | Tüskecsarnok, Budapest Zuschauer: 602 |

| 24. Oktober 2021 18:30 Uhr | HK Sokil Kiew | 9:4 (4:0, 4:2, 1:2) Spielbericht | Tartu Kalev-Välk | Tüskecsarnok, Budapest Zuschauer: 72 |

| Pl. |                          | Sp | S | OTS | OTN | N | Tore  | Punkte |
| 1.  | HK Olimp/Venta 2002      | 3  | 2 | 0   | 0   | 1 | 10:07 | 6      |
| 2.  | HK Sokil Kiew            | 3  | 2 | 0   | 0   | 1 | 14:09 | 6      |
| 3.  | Ferencvárosi TC Budapest | 3  | 2 | 0   | 0   | 1 | 12:06 | 6      |
| 4.  | Tartu Kalev-Välk         | 3  | 0 | 0   | 0   | 3 | 08:22 | 0      |

Abkürzungen: Pl. = Platz, Sp = Spiele, S = Siege, OTS = Siege nach Verlängerung (Overtime) oder Penaltyschießen, OTN = Niederlagen nach Verlängerung oder Penaltyschießen, N = Niederlagen

Erläuterungen: Qualifikation für die dritte Runde

### Gruppe D
| 22. Oktober 2021 16:00 Uhr (Ortszeit) | Asiago Hockey | 4:3 (0:0, 3:2, 1:1) Spielbericht | HDD Jesenice | Coliséum, Amiens Zuschauer: 204 |

| 22. Oktober 2021 20:15 Uhr | Gothiques d’Amiens | 6:0 (2:0, 1:0, 3:0) Spielbericht | ASC Corona 2010 Brașov | Coliséum, Amiens Zuschauer: 1.300 |

| 23. Oktober 2021 16:00 Uhr | ASC Corona 2010 Brașov | 2:4 (0:2, 0:0, 2:2) Spielbericht | Asiago Hockey | Coliséum, Amiens Zuschauer: 460 |

| 23. Oktober 2021 20:15 Uhr | Gothiques d’Amiens | 9:1 (4:0, 3:1, 2:0) Spielbericht | HDD Jesenice | Coliséum, Amiens Zuschauer: 1.700 |

| 24. Oktober 2021 14:00 Uhr | HDD Jesenice | 5:0 (kampflos) | ASC Corona 2010 Brașov | Coliséum, Amiens |

| 24. Oktober 2021 18:00 Uhr | Asiago Hockey | 3:2 (1:0, 2:2, 0:0) Spielbericht | Gothiques d’Amiens | Coliséum, Amiens Zuschauer: 1.600 |

| Pl. |                        | Sp | S | OTS | OTN | N | Tore  | Punkte |
| 1.  | Asiago Hockey          | 3  | 3 | 0   | 0   | 0 | 11:07 | 9      |
| 2.  | Gothiques d’Amiens     | 3  | 2 | 0   | 0   | 1 | 17:04 | 6      |
| 3.  | HDD Jesenice           | 3  | 1 | 0   | 0   | 2 | 09:13 | 3      |
| 4.  | ASC Corona 2010 Brașov | 3  | 0 | 0   | 0   | 3 | 02:15 | 0      |

Abkürzungen: Pl. = Platz, Sp = Spiele, S = Siege, OTS = Siege nach Verlängerung (Overtime) oder Penaltyschießen, OTN = Niederlagen nach Verlängerung oder Penaltyschießen, N = Niederlagen

Erläuterungen: Qualifikation für die dritte Runde

## Dritte Runde
Die dritte Runde des Continental Cups wurde vom 19. bis 21. November 2021 in zwei Gruppen ausgespielt. Die Spielorte waren der Lodowisko im. Adama „Rocha“ Kowalskiego im polnischen Krakau sowie im Gigantium im dänischen Aalborg.
Die jeweils zwei Erstplatzierten der beiden Gruppen erreichten die Finalrunde.

### Gruppe E
| 19. November 2021 14:00 Uhr (Ortszeit) | HK Poprad | 3:1 (1:0, 1:1, 1:0) Spielbericht | Asiago Hockey | Lodowisko im. Adama „Rocha“ Kowalskiego, Krakau Zuschauer: 100 |

| 19. November 2021 19:00 Uhr | KS Cracovia Krakau | 0:2 (0:1, 0:1, 0:0) Spielbericht | HK Saryarka Karaganda | Lodowisko im. Adama „Rocha“ Kowalskiego, Krakau Zuschauer: 1.100 |

| 20. November 2021 14:00 Uhr | HK Saryarka Karaganda | 4:2 (3:0, 0:1, 1:1) Spielbericht | Asiago Hockey | Lodowisko im. Adama „Rocha“ Kowalskiego, Krakau Zuschauer: 150 |

| 20. November 2021 19:00 Uhr | HK Poprad | 3:4 n. P. (1:1, 1:1, 1:1, 0:0, 0:1) Spielbericht | KS Cracovia Krakau | Lodowisko im. Adama „Rocha“ Kowalskiego, Krakau Zuschauer: 1.300 |

| 21. November 2021 14:00 Uhr | HK Saryarka Karaganda | 4:0 (1:0, 1:0, 2:0) Spielbericht | HK Poprad | Lodowisko im. Adama „Rocha“ Kowalskiego, Krakau Zuschauer: 250 |

| 21. November 2021 19:00 Uhr | Asiago Hockey | 3:4 n. V. (0:1, 2:1, 1:1, 0:1) Spielbericht | KS Cracovia Krakau | Lodowisko im. Adama „Rocha“ Kowalskiego, Krakau Zuschauer: 1.500 |

| Pl. |                       | Sp | S | OTS | OTN | N | Tore  | Punkte |
| 1.  | HK Saryarka Karaganda | 3  | 3 | 0   | 0   | 0 | 10:02 | 9      |
| 2.  | KS Cracovia Krakau    | 3  | 0 | 2   | 0   | 1 | 08:08 | 4      |
| 3.  | HK Poprad             | 3  | 1 | 0   | 1   | 1 | 06:09 | 4      |
| 4.  | Asiago Hockey         | 3  | 0 | 0   | 1   | 2 | 06:11 | 1      |

Abkürzungen: Pl. = Platz, Sp = Spiele, S = Siege, OTS = Siege nach Verlängerung (Overtime) oder Penaltyschießen, OTN = Niederlagen nach Verlängerung oder Penaltyschießen, N = Niederlagen

Erläuterungen: Qualifikation für das Super Final

### Gruppe F
| 19. November 2021 16:00 Uhr (Ortszeit) | HK Homel | 3:1 (2:0, 0:1, 1:0) Spielbericht | HK Olimp/Venta 2002 | Bentax Isarena, Aalborg Zuschauer: 237 |

| 19. November 2021 19:30 Uhr | Aalborg Pirates | 1:3 (0:1, 0:0, 1:2) Spielbericht | Sheffield Steelers | Gigantium, Aalborg Zuschauer: 752 |

| 20. November 2021 16:00 Uhr | Sheffield Steelers | 3:2 (1:0, 1:0, 1:2) Spielbericht | HK Olimp/Venta 2002 | Gigantium, Aalborg Zuschauer: 227 |

| 20. November 2021 19:30 Uhr | HK Homel | 2:5 (1:2, 1:2, 0:1) Spielbericht | Aalborg Pirates | Gigantium, Aalborg Zuschauer: 716 |

| 21. November 2021 15:00 Uhr | Sheffield Steelers | 0:4 (0:1, 0:2, 0:1) Spielbericht | HK Homel | Gigantium, Aalborg Zuschauer: 172 |

| 21. November 2021 18:00 Uhr | HK Olimp/Venta 2002 | 2:7 (1:1, 0:2, 1:4) Spielbericht | Aalborg Pirates | Gigantium, Aalborg Zuschauer: 816 |

| Pl. |                     | Sp | S | OTS | OTN | N | Tore  | Punkte |
| 1.  | Aalborg Pirates     | 3  | 2 | 0   | 0   | 1 | 13:07 | 6      |
| 2.  | HK Homel            | 3  | 0 | 2   | 0   | 1 | 09:06 | 6      |
| 3.  | Sheffield Steelers  | 3  | 1 | 0   | 1   | 1 | 06:07 | 6      |
| 4.  | HK Olimp/Venta 2002 | 3  | 0 | 0   | 1   | 2 | 05:13 | 0      |

Abkürzungen: Pl. = Platz, Sp = Spiele, S = Siege, OTS = Siege nach Verlängerung (Overtime) oder Penaltyschießen, OTN = Niederlagen nach Verlängerung oder Penaltyschießen, N = Niederlagen

Erläuterungen: Qualifikation für das Super Final

## Super Final
Das Finale der besten vier Mannschaften fand vom 4. bis 6. März 2022 im dänischen Aalborg statt. Der Austragungsort war das Gigantium, welches 5.000 Zuschauer fasst. Der HK Homel wurde vom Final Turnier aufgrund des russischen Überfalls auf die Ukraine ausgeschlossen.

### Gruppe G
| 4. März 2022 19:00 Uhr (Ortszeit) | KS Cracovia Krakau | 2:1 (0:1, 2:0, 0:0) Spielbericht | HK Saryarka Karaganda | Gigantium, Aalborg Zuschauer: 213 |

| 5. März 2022 19:00 Uhr | Aalborg Pirates | 0:4 (0:2, 0:1, 0:1) Spielbericht | KS Cracovia Krakau | Gigantium, Aalborg Zuschauer: 1.319 |

| 6. März 2022 19:00 Uhr | HK Saryarka Karaganda | 4:1 (1:0, 2:0, 1:1) Spielbericht | Aalborg Pirates | Gigantium, Aalborg Zuschauer: 569 |

| Pl. |                       | Sp | S | OTS | OTN | N | Tore | Punkte |
| 1.  | KS Cracovia Krakau    | 2  | 2 | 0   | 0   | 0 | 6:1  | 6      |
| 2.  | HK Saryarka Karaganda | 2  | 1 | 0   | 0   | 1 | 5:3  | 3      |
| 3.  | Aalborg Pirates       | 2  | 0 | 0   | 0   | 2 | 1:8  | 0      |
| 4.  | HK Homel              | –  | – | –   | –   | – | –:–  | –      |

Abkürzungen: Pl. = Platz, Sp = Spiele, S = Siege, OTS = Siege nach Verlängerung (Overtime) oder Penaltyschießen, OTN = Niederlagen nach Verlängerung oder Penaltyschießen, N = Niederlagen

## Auszeichnungen

### IIHF-Continental-Cup-Sieger
| IIHF-Continental-Cup-Sieger KS Cracovia Krakau | Torhüter: Łukasz Hebda, Denis Perewostschikow, David Zabolotny Verteidiger: Martin Dudáš, Jiří Gula, Aleš Ježek, Wladislaw Kasamanow, Saku Kinnunen, Imants Ļeščovs, Jakub Müller, Iwan Worobjow Stürmer: Igor Augustyniak, Sebastian Brynkus, Štěpán Csamangó, Jegor Dugin, Dmitri Ismagilow, Damian Kapica, Grigori Mischtschenko, Erik Němec, Jewgeni Popititsch, Collin Shirley, Anton Slobin, Jewgeni Solowjow Cheftrainer: Rudolf Roháček Assistenztrainer: Dominik Salamon |